# Цкитишвили, Энвер Омарович
Энвер Омарович (Омаревич) Цкитишвили (род. 15 ноября 1961, Алчевск, Луганская область) — украинский политик и управленец. Народный депутат Украины (2002—2006). Генеральный директор завода «Азовсталь» (2011—2022).

## Биография
Родился 15 ноября 1961 года в Коммунарске (сейчас Алчевск), Луганская область, Украинская ССР.
В 1976—1980 годах учился в Коммунарском индустриальном техникуме. Работал слесарем по ремонту металлургического оборудования сортопрокатного цеха Коммунарского металлургического завода.
В 1980—1982 годах служил в армии.
В 1991 году закончил Коммунарский горно-металлургический институт по специальности инженер-металлург. Кандидат технических наук.
С декабря 1999 года — генеральный директор и председатель правления Алчевского металлургического комбината.
С 2011 года — генеральный директор завода «Азовсталь».

### Политическая деятельность
С 14 мая 2002 года по 25 мая 2006 года — народный депутат Украины 4-го созыва от избирательного округа № 106 в Луганской области, выдвинутый избирательным блоком политических партий «За единую Украину!». Выиграл выборы, получив 40,35 % голосов.
Член фракции «Единая Украина» (май — июль 2002), член группы «Народный выбор» (июль 2002 — май 2004), член группы «Союз» (май 2004 — май 2005), член фракции Блока Юлии Тимошенко (май — сентябрь 2005).
Член Комитета по промышленной политике и предпринимательству (с июня 2002).
В 2004—2005 годах — доверенное лицо кандидата на пост президента Украины Виктора Януковича в территориальном избиральном округе № 107 в Луганской области.
В марте 2006 года — кандидат в народные депутаты Украины от Партии экологического спасения «ЭКО+25 %», № 12 в списке. Проиграл выборы.